# 도쿠시마 인디고삭스
도쿠시마 인디고삭스(일본어: 徳島インディゴソックス) 은 일본 의 프로야구 독립 리그 , 시코쿠 아일랜드 리그 plus 에 소속된 구단이다.

## 개요
팀명 은 도쿠시마현 의 특산품인 「쪽염」과, MLB에 자주 볼 수 있는 「삭스」를 조합한 것으로부터.
마스코트 는 " 미스터 인디 ".
발족 당초의 본거지는 도쿠시마현 나루토 종합 운동 공원 야구장 ( 오로나민 C 구장 )으로, 도쿠시마 현 영장 본 구장 을 겸용하고 있었지만, 2007년에 도쿠시마현 남부 건강 운동 공원 야구장 ( 애칭 : 아그리아 무려 스타디움, 2012년 5월 부터 JA 아그리 아난 스타디움)이 오픈 해 , 이후 아그리 아난 스타디움에서의 주최 가 많아졌다. 2012년 이후는 쿠라모토 구장 ( 2011년 3월 부터 애칭 으로서 JA뱅크 도쿠시마 스타디움이 사용되고 있다)을 사실상 의 본거지 로 하고 있다.
2012년 은 히로시마 도요카프 의 육성 선수 나가 가 와 미츠히로 나카무라 유우가 , 2013년 은 고마쓰 고가 소속했다. 또, 히로시마 의 도미니카 카프 아카데미 로부터도 선수가 참가하고 있다.